# 正田耕三
正田 耕三（しょうだ こうぞう、1962年1月2日 - ）は、和歌山県和歌山市出身の元プロ野球選手（内野手）、野球指導者、野球解説者。
愛称は「ショウ」。
ロサンゼルスオリンピック野球の金メダリスト。

## 経歴

### アマチュア時代
和歌山市駅近くにある蕎麦屋 の長男として生まれた。小学3年生で野球を始め、和歌山市立城東中学校では学童野球で全国優勝を経験した。なお旧名は「耕造」だったが、中学生時代に自宅の階段から落ちて足を骨折したのを機に改名した。市立和歌山商業高校では卓抜した守備能力で1年の夏から二塁手のレギュラーとなった が、3年夏の和歌山大会は1回戦で同学年の石井毅と嶋田宗彦のバッテリーを擁する箕島高校に敗れた。
高校卒業後は社会人野球の新日鉄広畑へ進む。1983年の都市対抗では準々決勝で本塁打を放つなど活躍するが、準決勝で東芝のエース川端順に抑えられ敗退。1984年にはロサンゼルスオリンピックの日本代表として二塁を守り、主に一番打者を務めて15打数6安打の成績で金メダル獲得に貢献した。監督の松永怜一からはプレーとともにリーダーシップを賞賛された。オリンピック後、同年のドラフト会議で広島東洋カープから2位で指名された。正田自身は少年時代から熱狂的な阪神タイガースファンであり、かつ広島側から事前に打診がなかったが、「自分は阪神ファンだが、プロであるからこれからは広島に野球をしにいく」と語り広島に入団した。アマチュア野球の最高峰でプレーしたことでさらに一段階上のレベルに挑戦したくなり、もし芽が出なければ3年で辞めて家業の蕎麦屋を継ぐつもりだった。

### プロ野球選手時代
1985年途中でスピードについて行けなくなり、監督の古葉竹識の勧めで秋からスイッチヒッター転向に挑戦した。睡眠と食事以外の時間はバットを常に握っていたほどの猛練習を積み、打撃コーチの内田順三も年間350日は朝から晩まで顔を合わせて指導した。
1986年は規定打席には達しなかったものの90試合に出場し、打率も.288に上昇した。チームはリーグ優勝を果たし、正田は初めて野球をやってきて良かったと感じた が、レギュラー定着を目指してオフのハワイへの優勝旅行にもバット2本を持参して練習を重ねた。実家の蕎麦屋では「正田が本塁打を打つと蕎麦を半額にします」との張り紙がプロ入り後の2年間出されていたが、実施されたのはわずか1度だけであった。
1987年は二塁手のレギュラーに定着し、オールスターゲームにも初めて出場した。最終戦でバントヒットを決めて篠塚利夫と同率で並んで初タイトルとなる首位打者を獲得し、ゴールデングラブ賞にも選ばれた。この首位打者には様々な記録がつき、同率で2名が並んだのは1969年の張本勲・永淵洋三以来となる史上2度目、本塁打0での獲得は2リーグ制後初（1リーグ時代含めると1936年秋の中根之、1944年の岡村俊昭に続く3人目、43年ぶり）、さらにスイッチヒッターとしてはNPB史上初であった。
1988年は春先に外傷性肩峰下滑液包炎を発症し、さらにこれがきっかけで同僚の高橋慶彦との間にトラブルが起きた（後述）。この肩痛のため5月12日から2週間にわたり一軍登録を抹消されたが、筋力トレーニングによるリハビリによって復帰。ともに2年連続となるオールスターゲーム出場と首位打者獲得を果たした。なお、シーズン終盤には首位打者を確定させるため監督の阿南準郎がスタメンから正田を外したが、正田本人は「タイトルが取れなくても試合に出たい」と直訴した。
1989年は広島の最終戦を残して先に日程を終えたヤクルトスワローズの笘篠賢治が32盗塁でセントラル・リーグ最多盗塁だったが、4差で追う正田が対中日ドラゴンズ戦でプロ野球タイ記録となる1試合6盗塁（そのうち5つは当時捕手だった山崎武司から）を決めて34盗塁とし、同年の盗塁王となった。また、前年に続きリーグ最多となる7本の三塁打を記録した。
1990年は1番・遊撃手の野村謙二郎に続く2番・二塁手を務め、6月1日の対読売ジャイアンツ（巨人）戦で牽制球を受けて帰塁した際に右肩板を損傷し登録を抹消された が、10日で復帰した。同年から1992年まで毎年.290以上の打率を残し、守備でも1991年まで5年連続でゴールデングラブ賞を獲得した。1992年は4月に自身初の月間MVPを受賞したが、右手首を故障して89試合の出場に終わり、現状維持の年俸7,000万円で契約を更改した。翌1993年はこの怪我のため右打席に専念した。同年は121試合に出場したが打率が.257に下がり、オフにスイッチヒッター再転向のため10月25日に右手首の手術を受けた。また、この年から広島の選手会長を務めた。
1994年から広島監督に就任した三村敏之は、正田の回復が不確実なこともあって緒方孝市を二塁手にコンバートすることを検討した。これに対して正田はギプスを装着したままトレーニングを行うほどの執念で二塁のポジションを守り、緒方は外野手となった。同年オフには2,500万円増の年俸9,500万円で契約を更改した。
1995年12月からは現役引退により退任した岡田彰布の後任が見つからなかった労働組合日本プロ野球選手会の会長となり、現役引退まで同職を務めた。大学出身ではない選手が労組選手会会長に就いたのは2017年12月の炭谷銀仁朗（高校からプロ入り）就任まで正田のみであった。
1996年はレギュラー定着後最低の打率.235に終わり、300万円減の年俸1億700万円で契約を更改。
1997年は再起をかけ、オープン戦では打率.276とまずまずの状態でシーズンを迎えた。しかし打撃不振に陥って4月20日にはスタメンを外れ、11年ぶりにシーズン100安打を割り込み規定打席も未到達に終わり盗塁成功も初の0回に終わった。
1998年はコーチ兼任となり、二塁もこの年ヤクルトからテスト入団した笘篠賢治と併用となったがここ数年の打撃不振は解消され規定打席に到達し打率も.274と復活をアピールしたが、若手の出番を増やすためなどの理由で8月中旬に球団に引退を申し入れた。同年は7月5日の対ヤクルト戦で1,500安打を達成、9月5日の対阪神戦ではサヨナラヒットを放つなど最後まで活躍し、9月29日の広島市民球場での対中日戦をもって引退。また2日前の9月27日の対横浜ベイスターズ戦は同僚である大野豊の引退試合となり、自身の引退試合では気丈だった正田もこの試合では涙が止まらなかった。応援歌は忍者部隊月光のテーマソングだった。

### 現役引退後
引退後も広島に残り、一軍内野守備・走塁コーチ（1999年）を務めたが、1年で退任。当時の内野陣は若手中心で芯となるベテランが手薄であり守備の綻びが目立ち、鎌田実はサンテレビボックス席の解説で「正田は引退をあと1年待つべきだった」と述べている。
広島退団後は大阪近鉄バファローズで一軍走塁・打撃コーチ（2000年 - 2001年）→一軍打撃コーチ（2002年 - 2004年）を歴任し、礒部公一や北川博敏に打撃指導を行ない、2001年のリーグ優勝に貢献。当時の近鉄は梨田昌孝監督・小林繁一軍投手コーチ・真弓明信一軍打撃コーチが「男前首脳陣三人衆」として売り出されていたが、ちゃっかり正田がその三人衆に紛れて写真撮影などをされていたことが、「勇者のスタジアム・プロ野球好珍プレー」などでネタとして取り上げられていた。
近鉄球団の解散後は3球団からオファーを受けたが、2005年、最も早く誘いのあった阪神の一軍打撃コーチに就任。岡田彰布監督の下で赤星憲広や鳥谷敬に猛練習を課し、同年のリーグ優勝に貢献。2007年はチーム打率及び得点がリーグ最下位となって3位に終わり、クライマックスシリーズ敗退直後に解雇を告げられた。
阪神退団後はサンテレビ解説者・デイリースポーツ評論家（2008年）を務め、同年秋に金星根が監督を務めるKBOリーグ・SKワイバーンズに秋季キャンプ臨時コーチとして参加。2009年にはSK二軍総合コーチに就任し、同年7月には打線不振による配置転換で伊勢孝夫に代わって一軍打撃コーチに昇格し、シーズン終了まで務めた。
帰国後の2010年、再び岡田の下でオリックス・バファローズ一軍打撃コーチに就任。T-岡田に「右足を上げて打つと緩急に対応できず、低めの変化球を引っ掛けていた」とノーステップ打法に変更させ大ブレイクさせた。12月7日、野球殿堂入り候補者名簿のプレーヤー部門に掲載された。宮崎祐樹は「相性は良くありませんでした。キャンプ初日に正田打撃コーチからは「お前！　そんなフラミンゴみたいに足上げて、そんなんで打てると思うとんのか。打てるわけないやんけ。プロをなめとったらアカンぞ」とフォームの修正を命じられました。完全に自分の方向性を見失ってしまった。2人のベテランコーチ（ヘッドコーチの高代延博と正田）の指導に僕が自分の方向性を合わせられませんでした。」と述べている。2011年8月26日のロッテ戦終了後に打撃低迷の責任をとり辞任。球団本部長付としてフロント入りしたが、同年オフに退団。
オリックス退団後は大阪府門真市にあるNPO法人で福祉活動、野球教室、講演会などを行っていた。児童福祉に興味を持ち、福祉活動を行っているNPO法人のスポンサーになり多額の寄付を行った。
2015年より再び金星根が監督を務める韓国KBO・ハンファ・イーグルス一軍打撃コーチに就任し、二軍育成兼守備コーチを務めた2016年退任。
2017年から2019年までは韓国・起亜タイガース一軍打撃コーチを務め、起亜退団後は「野球から離れたところで働きたい」という動機から会社務めの道を選び、アマゾンジャパン合同会社で派遣職員として勤務。物流倉庫で棚から下ろした商品をカートに乗せる仕事に従事し、2020年9月には韓国の別球団より誘いがあったものの断りを入れて、アマゾンでの勤務を継続している。
2021年2月に学生野球資格を回復させ、同年3月13日からは京都成章高等学校アドバイザーコーチとして高校球児への指導を始めている。なお、アマゾンでの勤務も継続しており、週に4日はアマゾン、3日は学校のグラウンドへ向かうというサイクルで活動している。

## 選手としての特徴
社会人時代は金属バットを使っていたため、左脇が開く癖があった。プロ1年目でスイッチヒッターの練習を始めた際、カープには高橋慶彦や山崎隆造など既に両打ち転向に成功した選手がいたが、正田はコーチの内田順三から「真似が通用するほどプロは甘くないので自分のスタイルを樹立しろ」と助言を受け、これに従った。また、内田の指示で1,200グラムもある重いすりこぎ型のバットを使い、最短距離でバットをボールにぶつけるスイングを身に付けた。右打席でも練習を重ね、同様のスイングを身につけた。若い頃から俊足を活かすゴロ打ちのスイングを磨いたことを豊田泰光から高く評価された。
右打席のみだった1993年はケガもあって打率が.257と低く、正田自身は両打ちに転向しなければその程度が限界だったかも、と語っている。左打席では一塁までの距離が2歩は短くなったといい、初めて首位打者となった1987年には33本の内野安打を記録した。またそのうちバントヒットは15本に上り、バントの際のタイミングとポイントの良さが周囲に評価された。セーフティーバントを意識させることで相手守備が浅くなり、ヒットゾーンが広がる効果もあった。
左打ちを身につけるまでには苦労が多く、一時は転向をあきらめようかと感じたが、内田にすさまじい形相で一喝されて再び練習に取り組んだ。篠塚の広角打法には憧れを感じていたが、篠塚が二塁走者となった際に緩い球の打ち方を尋ねて「自分も力を抜いて打てばいい」という返答を聞き、真似ができないと感じた。なお、1994年は1年ぶりに両打ちに復帰したが、体がスイングを覚えていてブランクを感じなかった。手首の負担軽減のため、同年からはバットを軽量の880グラムに変えた。

## 人物

### 練習量
高橋とともにチームの中でも屈指の猛練習を積み、1987年のキャンプでは高橋が2万本の素振りを行えば正田は倍の4万本をこなした。また、シーズン中も広島でのナイトゲーム終了後には西区三篠町の合宿所練習場、または大野町の屋内練習所のいずれかでピッチングマシン相手の打撃練習を毎日深夜に行なっていた。1988年の湯布院での自主トレ終了後には、200折の温泉饅頭を持ってそれぞれの練習場の近所の家を回って騒音を詫びた。1988年のオールスターゲーム出場が決まった際にはその間の練習時間が減ることを心配するほど で、一時はコーチから練習を止められることもあった。
首位打者を獲得してからも左打ちを磨くためビジターでも午前中に打ち込んでから球場入りし、ホームではさらに球場での早出特打を行っていた。素質を補うために練習を重ね、現役晩年の1996年でも球界屈指の練習量だった金本知憲や緒方に負けない数のスイングをこなした。

### 高橋慶彦との関係
高橋は「試合に出るならケガのことは絶対に口にするな」という衣笠祥雄の教えを固く守っており、1988年5月に正田が右肩の故障をおして出場していることが新聞記事になった際、対戦相手の投手を利すると考えて苦言を呈した。一方、正田はケガ自体は他人に話しても痛みなどを訴えることはなく、高橋の説明不足もあって正田はこれに反発して口を利かなくなり、数日後の神宮球場での練習中に高橋がいきなり正田の尻を蹴ってつかみ合い寸前の騒ぎになった。これはスポーツ紙などでも報じられ、高橋がロッテにトレードされる遠因にもなった。
また高橋からは打撃・走塁など多くのことを学んだが、二遊間のランダウンプレイを巡って試合中に高橋と口論することもたびたびあった。
引退後は高橋のYoutubeチャンネルに出演するなど、現役時代より友好的な関係を持っている。

## 詳細情報

### 年度別打撃成績
| 年 度      | 球 団      | 試 合 | 打 席 | 打 数 | 得 点 | 安 打 | 二 塁 打 | 三 塁 打 | 本 塁 打 | 塁 打 | 打 点 | 盗 塁 | 盗 塁 死 | 犠 打 | 犠 飛 | 四 球 | 敬 遠 | 死 球 | 三 振 | 併 殺 打 | 打 率 | 出 塁 率 | 長 打 率 | O P S |
| ---------- | ---------- | ----- | ----- | ----- | ----- | ----- | -------- | -------- | -------- | ----- | ----- | ----- | -------- | ----- | ----- | ----- | ----- | ----- | ----- | -------- | ----- | -------- | -------- | ----- |
| 1985       | 広島       | 57    | 68    | 50    | 8     | 9     | 1        | 0        | 0        | 10    | 0     | 5     | 3        | 6     | 0     | 11    | 0     | 1     | 11    | 1        | .180  | .339     | .200     | .539  |
| 1986       | 広島       | 90    | 244   | 219   | 28    | 63    | 8        | 1        | 1        | 76    | 11    | 10    | 7        | 8     | 0     | 14    | 0     | 3     | 24    | 5        | .288  | .339     | .347     | .686  |
| 1987       | 広島       | 123   | 458   | 393   | 55    | 131   | 20       | 4        | 0        | 159   | 26    | 30    | 11       | 29    | 1     | 24    | 0     | 11    | 35    | 6        | .333  | .387     | .405     | .792  |
| 1988       | 広島       | 104   | 436   | 394   | 49    | 134   | 8        | 7        | 3        | 165   | 23    | 16    | 12       | 7     | 2     | 29    | 1     | 4     | 37    | 3        | .340  | .389     | .419     | .808  |
| 1989       | 広島       | 128   | 578   | 498   | 74    | 161   | 19       | 7        | 1        | 197   | 25    | 34    | 18       | 23    | 3     | 50    | 1     | 4     | 58    | 11       | .323  | .387     | .396     | .783  |
| 1990       | 広島       | 124   | 522   | 462   | 48    | 139   | 18       | 6        | 3        | 178   | 39    | 9     | 11       | 17    | 3     | 36    | 1     | 4     | 50    | 6        | .301  | .354     | .385     | .740  |
| 1991       | 広島       | 132   | 555   | 481   | 66    | 140   | 17       | 5        | 8        | 191   | 52    | 9     | 12       | 21    | 6     | 45    | 2     | 2     | 35    | 8        | .291  | .350     | .397     | .747  |
| 1992       | 広島       | 89    | 409   | 359   | 49    | 108   | 21       | 1        | 4        | 143   | 33    | 15    | 7        | 10    | 2     | 37    | 3     | 1     | 29    | 5        | .301  | .366     | .398     | .764  |
| 1993       | 広島       | 121   | 512   | 443   | 60    | 114   | 13       | 0        | 7        | 148   | 24    | 4     | 6        | 30    | 1     | 36    | 0     | 2     | 48    | 5        | .257  | .315     | .334     | .649  |
| 1994       | 広島       | 122   | 526   | 464   | 55    | 130   | 6        | 0        | 5        | 151   | 34    | 3     | 3        | 24    | 2     | 35    | 1     | 1     | 31    | 5        | .280  | .331     | .325     | .656  |
| 1995       | 広島       | 124   | 537   | 449   | 62    | 123   | 17       | 2        | 3        | 153   | 38    | 7     | 4        | 29    | 3     | 54    | 1     | 2     | 56    | 6        | .274  | .352     | .341     | .693  |
| 1996       | 広島       | 124   | 556   | 480   | 50    | 113   | 13       | 0        | 2        | 132   | 35    | 4     | 1        | 41    | 2     | 30    | 0     | 3     | 50    | 7        | .235  | .283     | .275     | .558  |
| 1997       | 広島       | 117   | 366   | 324   | 34    | 78    | 11       | 2        | 6        | 111   | 34    | 0     | 2        | 21    | 1     | 19    | 0     | 0     | 29    | 8        | .241  | .282     | .343     | .625  |
| 1998       | 広島       | 110   | 425   | 376   | 44    | 103   | 9        | 0        | 1        | 115   | 17    | 0     | 0        | 16    | 1     | 31    | 0     | 1     | 35    | 5        | .274  | .330     | .306     | .636  |
| 通算：14年 | 通算：14年 | 1565  | 6192  | 5392  | 682   | 1546  | 181      | 35       | 44       | 1929  | 391   | 146   | 97       | 282   | 27    | 451   | 10    | 39    | 528   | 81       | .287  | .345     | .358     | .702  |

- 各年度の太字はリーグ最高

### タイトル
- 首位打者：2回（1987年、1988年）※両打者史上初、2回は両打者最多。2年連続はセ・リーグ4位タイ
- 盗塁王：1回（1989年）

### 表彰
- ベストナイン：2回（二塁手部門：1988年、1989年）
- ゴールデングラブ賞：5回（二塁手部門：1987年 - 1991年）
- 月間MVP：1回（野手部門：1993年4月）
- オールスターゲームMVP：1回（1988年 第3戦）

### 記録
初記録
- 初出場・初打席：1985年5月22日、対阪神タイガース6回戦（阪神甲子園球場）、9回表に代打で出場、山本和行の前に三振
- 初安打：1985年5月26日、対読売ジャイアンツ6回戦（広島市民球場）
- 初本塁打：1986年5月22日、対中日ドラゴンズ7回戦（石川県立野球場）、1回に杉本正から左越満塁

節目の記録
- 1000安打：1994年4月10日、対読売ジャイアンツ戦（東京ドーム）
- 1000試合出場：1994年5月22日、対横浜ベイスターズ戦（福井県営球場） ※史上318人目
- 250犠打：1997年5月30日、対横浜ベイスターズ戦（広島市民球場）
- 1500試合出場：1998年6月17日、対ヤクルトスワローズ戦（明治神宮野球場）
- 1500安打：1998年7月10日、対ヤクルトスワローズ戦（広島市民球場）

その他の記録
- 1試合6盗塁：1989年10月15日、対中日ドラゴンズ戦（広島市民球場） ※NPBタイ記録
- オールスターゲーム出場：5回（1987年 - 1990年、1992年）

### 背番号
- 4（1985年 - 1998年）
- 78（1999年 - 2004年）
- 87（2005年 - 2007年、2010年 - 2011年、2017年 - 2019年）
- 88（2009年）
- 81（2015年 - 2016年）

## 関連情報

### 出演番組
- サンテレビボックス席（サンテレビ・2008年）
- 鯉のはなシアター・第3回 「盗塁王の脚に眠る不屈のドラマ」（広島ホームテレビ・2014年4月11日）